# Carcelia singgalangia
Carcelia singgalangia är en tvåvingeart som beskrevs av Townsend 1927. Carcelia singgalangia ingår i släktet Carcelia och familjen parasitflugor. Inga underarter finns listade i Catalogue of Life.